# Fortunato Garcés
Fortunato Garcés, detto il Monaco, o anche, il Guercio (Fortún in spagnolo, in galiziano, in aragonese e in portoghese, Fortuny, in catalano e Fortun, in basco; 830 circa – dopo il 905), fu re di Pamplona dall'882 al 905; fu il primo sovrano a fare riferimento alla Navarra e fu l'ultimo re della famiglia Arista a cui successe la dinastia Jimena, che regnò sulla Navarra per oltre trecento anni.

## Origine
Fortunato era il figlio primogenito del re di Pamplona García I Íñiguez della famiglia degli Arista, e della moglie, come riporta il Codice di Roda, che non nomina la madre, ma che nelle note, la nomina Urraca, che secondo alcune fonti, tra cui lo storico, Jaime de Salazar y Acha, era la figlia di Musa ibn Musà ibn Fortún, il capofamiglia dei Banu Qasi. Ma secondo altre fonti era di stirpe reale: Rodrigo Ximénez de Rada, vescovo di Toledo e storico, scrisse che García sposò "Urracam, de Regio semine". Lo storico genealogista basco, Jean de Jaurgain (1842–1920), nel suo la Vasconie interpretò la frase (Urracam, de Regio semine), nel senso che anche Urraca discendeva dalla stirpe ducale di Guascogna ed era figlia di Sancho II.

García I Íñiguez era figlio del re di Pamplona Íñigo I Íñiguez, primo re della dinastia degli Íñiguez, come riporta il Codice di Roda, che non nomina la madre, che come riportato nel Libro de Regla del Monastero di Leire (non consultato) era Onneca Velásquez, figlia di Velasco, nobile di Pamplona che il Diccionario de antigüedades del reino de Navarra la cita con il nome di Eximina

## Biografia
Secondo il codice di Roda Fortunato sposò nell'845 circa Oria, una nobile di cui non si conoscono gli ascendenti.
Abbandonata la vecchia alleanza con i Banu Qasi e migliorati ulteriormente i rapporti con il re delle Asturie Ordoño I, suo padre, Garcia I, nell'859, fu attaccato dalle truppe di al-Andalus e dei Banu Qasi, che lo sconfissero e devastarono il territorio di Pamplona.
Poi nell'860, durante un altro attacco alla Navarra, i Mori fecero prigioniero Fortunato, che languì in carcere a Cordova per circa vent'anni (liberato nell'880), come riporta lo storico medievalista navarro José María Lacarra nel suo Historia del Reino de Navarra en la Edad Media.

A seguito della liberazione del figlio, nell'880, suo padre Garcia I fece una donazione al monastero di Leire, come riporta Jean de Jaurgain nel suo la Vasconie.
Suo padre García I morì nella battaglia di Lumbier, nell'882, combattendo l'emiro di Cordova Muḥammad I, in cui le armi cristiane furono sconfitte.

Fortunato, già associato al trono dall'876, succedette al padre sul trono di Pamplona. Secondo il codice di Roda Fortunato fu liberato dalla prigionia in al-Andalus, solo allora, nell'882.

Dopo la battaglia di Lumbier, anche il co-regnante di Garcia I, García II Jiménez, si dimise e il figlio, Íñigo II, gli succedette, come co-regnante.

Durante il suo regno l'esercito di al-Andalus, prima con l'emiro Muḥammad I e poi anche con i nuovi emiri al-Mundhir ibn Muhammad I (886-888) e ʿAbd Allāh ibn Muḥammad (888-912), compì diverse incursioni nel territorio della Navarra, saccheggiando e portando distruzioni, con la complicità dei Banu Qasi (non più alleati del re di Pamplona), capeggiati dal pronipote di Musa II Lope ibn Muhammad, come riporta la Historia política del reino de Navarra.
Come riporta l'arabista islamista storico francese, Évariste Lévi-Provençal, nel suo Du nouveau sur le royaume de Pampelune au IXe siècle, Fortunato viene citato in un documento dell'893, con il titolo di re, come conferma la CRONICA DE SAN JUAN DE LA PEÑA (rey Fortunyo García).
Nel 901 Fortunato fece una donazione al Monastero di Leire, come riporta il documento nº 4 del monastero stesso (non consultato).
Fortunato, successivamente, ritornando alla politica della famiglia Arista, stabilì buoni rapporti con i Banu Qasi.

Questa nuova situazione non fu gradita a suo genero Alfonso III delle Asturie, e al conte di Pallars, che, nemici dei Banu Qasi, organizzarono la deposizione di Fortunato, che avvenne nel 905 a favore, non del co-regnante, Inigo II, ma del suo fratellastro Sancho I Garcés, figlio di Garcia II Jiménez, che secondo Évariste Lévi-Provençal, avvenne senza brutalità, essendo le due dinastie legate da rapporti di parentela.

Fortunato fu forzato a ritirarsi, monaco, nel monastero di Leire (il Libro della Regola del Monastero di Leire, compilato nel 1076, riporta che Fortunato arrivò da Cordova, succedette al padre Garcia, ma divenne monaco nel monastero di Leira, mentre Sancho I Garcés con sua moglie Toda di Navarra, nipote di Fortunato, regnarono al suo posto, come riporta Jean de Jaurgain), dove molto probabilmente morì, qualche anno dopo. Anche lo storico Sabaté Curull data la deposizione nel 905).

## Discendenza
Fortunato da Oria (Aurea) ebbe cinque figli:
- Oneca Fortúnez[9] (circa 850-?), sposò, nell'868 circa, il futuro emiro di Cordova ʿAbd Allāh ibn Muḥammad, a cui diede Muḥammad[20]. Ripudiata, lasciata Cordoba, nell'880, con il padre Fortunato, nello stesso anno, in seconde nozze sposò il cugino, Aznar Sánchez di Larraun, a cui diede una figlia, Toda di Navarra, che andò sposa a Sancho I Garcés[21],
- Iñigo Fortúnez[9] (metà IX secolo- dopo il 905), sposò la figlia di García II Jiménez, Sancha, che poi, rimasta vedova, dopo il 905, divenne contessa consorte di Aragona sposando Galindo III Aznárez.
Inigo da Sancha ebbe tre figli:
  - Fortunato Iniguez di Pamplona, che ebbe tre eredi: Garcia, Inigo e Sancha;
  - Oria, che sposò Munio Garces;
  - Lupa, che sposò Sancho Lopez de Araquil[22]
- Aznar Fortúnez[9], che dalla moglie di cui non si conosce il nome ebbe un figlio:
  - Fortunato Aznarez Orbita, che a sua volta ebbe un figlio: Garcia Fortunez de Cabana[23]
- Velasco o Blasco Fortúnez[9], che dalla moglie di cui non si conosce il nome ebbe tre figli:
  - Jimena Velasquez, che sposò Íñigo II, co-regnante del regno di Pamplona
  - Toda Velásquez, che sposò Ínigo Manzónez de Lucentes
  - Sancha Velásquez, che sposò Galindo Jiménez de Pinitano[24],
- Lupo Fortúnez[9].

## Ascendenza
|                  |   |                  | Genitori            |  |  | Nonni                  |  |  | Bisnonni             |  |
|                  |   |                  |                     |  |  | Íñigo I Íñiguez Arista |  |  | Íñigo Jiménez Arista |  |
|                  |   |                  |                     |  |  | Íñigo I Íñiguez Arista |  |  | Íñigo Jiménez Arista |  |
|                  |   | Oneca            |                     |  |  | Íñigo I Íñiguez Arista |  |  |                      |  |
| García I Íñiguez |   |                  |                     |  |  | Íñigo I Íñiguez Arista |  |  |                      |  |
|                  |   | Onneca Velásquez | Velasco di Pamplona |  |  |                        |  |  |                      |  |
|                  |   | Onneca Velásquez | Velasco di Pamplona |  |  |                        |  |  |                      |  |
|                  |   | Onneca Velásquez | …                   |  |  |                        |  |  |                      |  |
| Fortunato Garcés |   | Onneca Velásquez |                     |  |  |                        |  |  |                      |  |
|                  | … | …                |                     |  |  |                        |  |  |                      |  |
|                  | … | …                |                     |  |  |                        |  |  |                      |  |
|                  | … | …                |                     |  |  |                        |  |  |                      |  |
| Urraca           | … |                  |                     |  |  |                        |  |  |                      |  |
|                  |   | …                | …                   |  |  |                        |  |  |                      |  |
|                  |   | …                | …                   |  |  |                        |  |  |                      |  |
|                  |   | …                | …                   |  |  |                        |  |  |                      |  |
|                  |   | …                |                     |  |  |                        |  |  |                      |  |

### Fonti primarie
- (LA)  Textos navarros del Códice de Roda Archiviato il 31 gennaio 2021 in Internet Archive..
- (ES)  CRONICA DE SAN JUAN DE LA PEÑA.

### Letteratura storiografica
- Rafael Altamira, il califfato occidentale, in L'espansione islamica e la nascita dell'Europa feudale, collana «Storia del mondo medievale», II volume, Milano, Garzanti, 1999  [1979],  pp. 477-515.
- (ES)  (LA)  #ES Diccionario de antigüedades del reino de Navarra
- (ES)  #ES En los albores del reino¿dinastía Iñiga?,¿dinastía Jimena?.
- (FR)  #ES La Vasconie.
- (ES)  #ES Historia del Reino de Navarra en la Edad Media.
- (FR)  #ES Du nouveau sur le royaume de Pampelune au IXe siècle.
- (ES)  #ES Historia política del reino de Navarra Archiviato il 2 febbraio 2023 in Internet Archive..